# Eugen Ekman
Eugen Ekman (Vaasa, Finlandia, 27 de octubre de 1937) fue un gimnasta artístico finlandés, especialista en el caballo con arcos, prueba con la que llegó a ser campeón olímpico en Roma 1960.

## Carrera deportiva
En los JJ. OO. de Roma 1960 ganó el oro en el ejercicio de caballo con arcos, quedando en el podio empatado con soviético Boris Shakhlin, ambos por delante del japonés Shuji Tsurumi.